# Мигелес-Карбальейра, Элена
Элена Мигелес-Карбальейра (галис. и исп. Helena Miguélez-Carballeira; род. 1978, Виго, Испания) — испанский филолог галисийского происхождения, специализируется на филологии галисийского языка.

## Биография
Родилась в 1978 году в Виго. Изучала английскую филологию в университете Виго. По завершении образования, в 2000 году выехала в Эдинбург, где Эдинбургском университете защитила степень магистра традуктологии, и после степень доктора философии в области испанской филологии. В 2004 году была принята на место доцента на кафедре испанской филологии в Абердинском университете. В 2005 году в звании профессора поступила на место старшего преподавателя испанской филологии на кафедре современных языков в университете Бангора. Является директором Центра галисийских исследований в Уэльсе. Основала и в качестве редактора возглавила журнал «Galicia 21: Journal of Contemporary Galician Studies» (Галисия XXI. Журнал современных галисийских исследований). Ею был опубликован ряд статей в журналах «The Translator» (Переводчик), «Bulletin of Hispanic Studies» (Бюллетень испанской филологии),  «Grial» (Грааль) и «Translation Studies» (Переводоведение). В специальном выпуске последнего в 2016 году она участвовала в написании статьи «Перевод в Уэльсе: история, теория, подходы» совместно с академиком Ангарад Прайс и Джудит Кауфман.
В 2014 году Мигелес-Карбальейра удостоилась премии Ассоциации писателей и писательниц на галисийском языке (A.E.L.G.) за книгу «Галисийцы сентиментальны? Гендер, политика и культура в национальном галисийском сознании».

### Сочинения
- «Галисийцы сентиментальны? Гендер, политика и культура в национальном галисийском сознании» (галис. Galiza, um povo sentimental?: Género, política e cultura no imaginário nacional galego), 2014. Ранее издавалась на английском языке под названием «Галисийцы сентиментальный народ? Пол, культура и политика» (англ. Galicia, a Sentimental Nation: Gender, Culture and Politics), 2013.
- «Справочник по галисийской культуре» (англ. A Companion to Galician Culture), 2014.

### Переводы
- «Я не отсюда» (англ. I Am Not from Here) — поэтический сборник со стихами галисийской поэтессы Марии ду Себрейро.